# Dot i przemytnicy
Dot i przemytnicy (ang. Dot and the Smugglers, 1987) – siódmy australijski film fabularno-animowany wyprodukowany przez Yoram Gross Studios. W tym filmie dziewczyna z prowincji - Dot - wraz z przyjaciółmi zmierzy się z przemytnikami planującymi złapać potwora z jeziora. Film trwa ponad godzinę. Twórcą filmu jest Yoram Gross. Film był wyświetlany przez TVP3. Wersja lektorska była opracowana przez szczeciński ośrodek TVP.

## Fabuła
Cyrk przyjeżdża do miasta, w którym co noc grasuje potwór z jeziora. Właściciel cyrku, pan Sprags, wraz ze swoim lekkomyślnym asystentem planuje złapać bestię. Jednak Dot ma już pewien plan, jak im w tym przeszkodzić.